# Flybmi
Flybmi (Eigenschreibweise: flybmi, zuvor auch bmi regional) war der Markenname der ehemaligen schottischen Regionalfluggesellschaft British Midland Regional Limited mit Hauptsitz in Paisley am Flughafen Glasgow. Am 16. Februar 2019 meldete das Unternehmen Insolvenz an und stellte den Betrieb ein. Als Grund nannte flybmi u. a. Unsicherheiten, die sich aus dem geplanten Austritt Großbritanniens aus der Europäischen Union ergeben hatten.
Die Operationsbasis und die Zentrale der Fluggesellschaft befanden sich am Flughafen Aberdeen International. Die Hauptgeschäftsstelle befand sich am East Midlands Airport in North West Leicestershire. Flybmi war bis Mai 2012 eine Tochtergesellschaft der British Midland Airways und operierte seither eigenständig unter dem neuen Eigentümer Airline Investments Limited (AIL), einer Holding im Besitz der Brüder Peter und Stephen Bond, der auch Loganair gehört.

## Geschichte

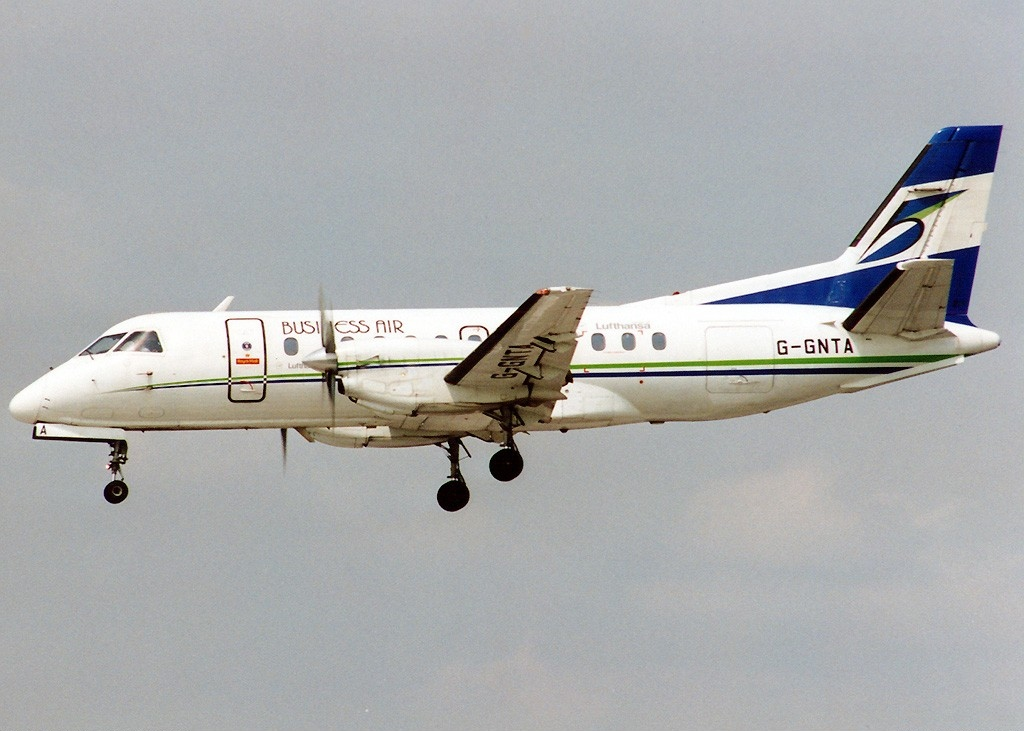
Eine Saab 340 der Business Air

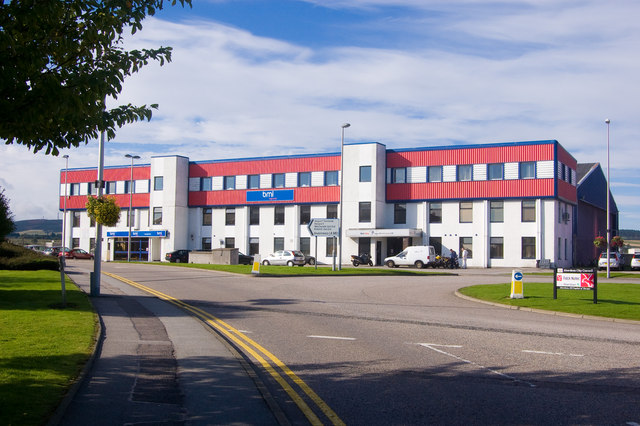
Der Sitz von Flybmi in Aberdeen

Die Fluggesellschaft wurde 1987 als Business Air gegründet und begann mit dem Flugbetrieb im August 1987. Im Jahr 2001 änderte sie ihren Namen in British Midland Regional. Im März 2008 erhielt bmi regional die Auszeichnung als pünktlichste Linienfluggesellschaft Großbritanniens.
Bis Oktober 2009 hielten Michael David Bishop 50 %, die Lufthansa 30 % und SAS Scandinavian Airlines 20 % an bmi regional, dann übernahm der Lufthansa-Konzern im Rahmen der Übernahme der Muttergesellschaft British Midland Airways (bmi) auch die Anteile von Michael Bishop und wurde so mit 80 % der Anteile zum Mehrheitseigentümer der bmi regional.
Ende Oktober 2011 wurde bekannt gegeben, dass die Lufthansa fortgeschrittene Gespräche zum Verkauf von bmi regional (unabhängig von bmi) an britische Investoren führte. Im Mai 2012 wurde der Verkauf von bmi regional an Sector Aviation Holdings Limited für einen Betrag von 8 Mio. Pfund bekannt gegeben.
Im September 2012 wurde neben einer neuen Website und dem neuen IATA-Code BM auch ein überarbeitetes Logo präsentiert sowie die Aufnahme neuer Flugrouten angekündigt.
Im Dezember 2012 wurden neue Routen von Bristol nach Hamburg und von Bristol nach Frankfurt angekündigt. Hamburg wurde danach ab Ende April an sechs Tagen zweimal täglich angeflogen, Frankfurt zunächst einmal. Anfang Februar 2013 wurde bekannt, dass die BMI Regional die Route Bremen – Toulouse der insolventen OLT Express Germany übernehmen würde. Die Route Bremen – Toulouse wurde Ende Oktober 2017 eingestellt. Mitte Februar 2013 wurden drei weitere Routen von Bristol nach Hannover, München und Mailand angekündigt. Die Routen von Hannover und München, wurden sechsmal wöchentlich angeflogen. Gleichzeitig wurde angekündigt, dass die Strecke Bristol – Frankfurt nun zweimal täglich an sechs Tagen pro Woche angeflogen würde.
Für 2014 wurde eine Umbenennung der Gesellschaft angekündigt, man trug ab dann den Namen bmi; der ehemaligen und zwischenzeitlich aufgelösten Muttergesellschaft, für den man die Markenrechte besaß.
Ende Oktober 2013 kündigte die Fluggesellschaft die Schließung ihrer Basen in Birmingham, Edinburgh und Manchester sowie die Streichung von fünf Routen an. Man konzentrierte sich fortan auf die Basen in Aberdeen und Bristol.
Im April 2015 wurde Sector Aviation Holdings, die bisherige Muttergesellschaft von bmi regional, durch die Airline Investment Holdings der Brüder Bond gekauft.
Am 16. Februar 2019 wurde bekannt gegeben, dass die Fluggesellschaft mit sofortiger Wirkung den Flugbetrieb einstellt. Als Grund wurden zu hohe Betriebskosten sowie der nahende Brexit genannt.

## Flugziele

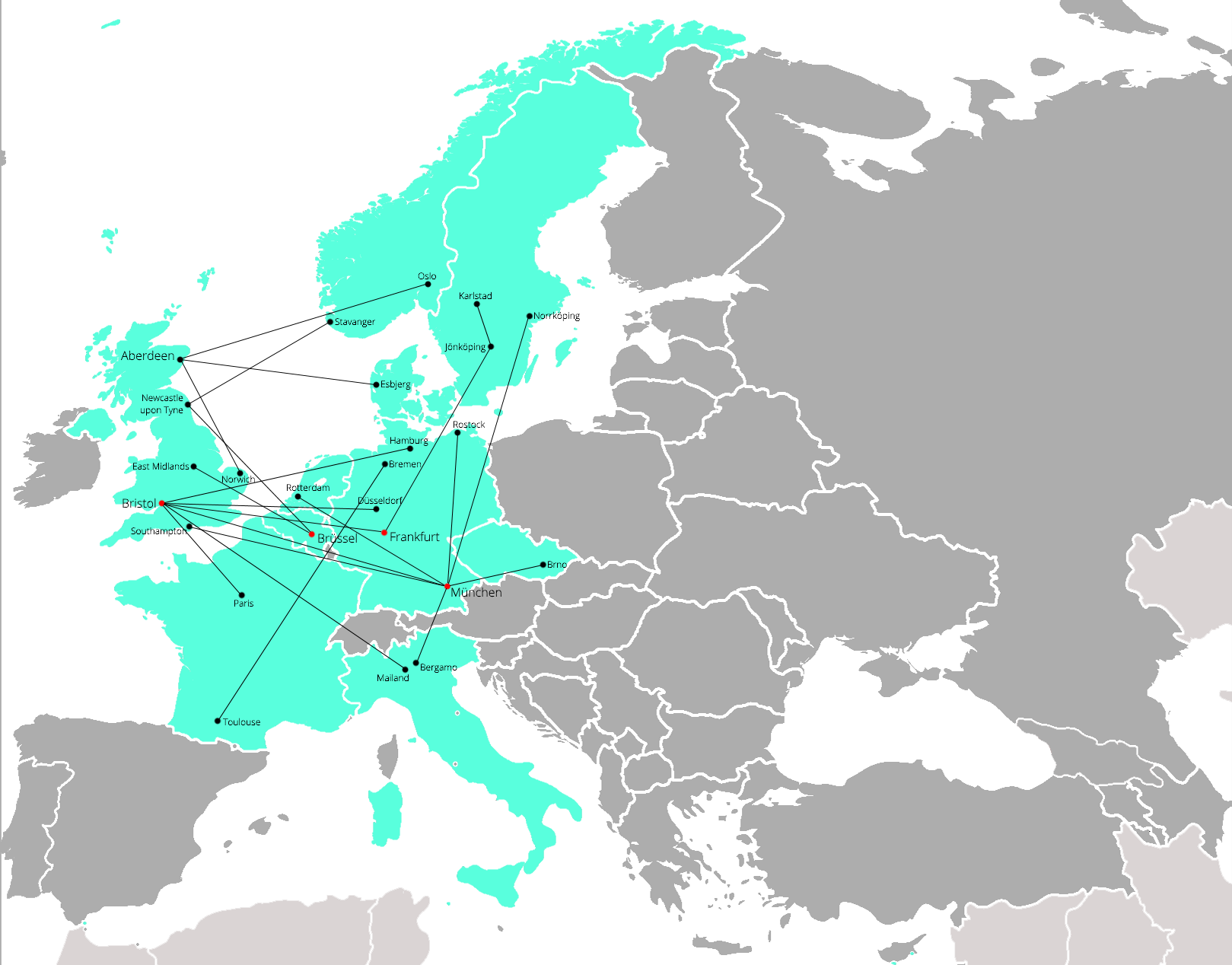
Strecken der Flybmi und angeflogene Länder im Dezember 2016
angeflogene Länder
Drehkreuze
Ziele

Flybmi bediente ausschließlich Ziele innerhalb Europas. Hierzu gehören unter anderem Aberdeen, Bergamo, Bristol, Brüssel, East Midlands, Esbjerg, Jönköping, Karlstad, Norrköping, Brünn, Nantes, Toulouse, Oslo, Rotterdam und Southampton. In Deutschland wurden Bremen, Düsseldorf, Frankfurt, Hamburg, München, Rostock, Stuttgart und Saarbrücken angeflogen. In Österreich wurde der Flughafen Graz bedient.
Flybmi war bei einigen Flügen ab deutschen Destinationen als Operating Carrier auch Codesharing-Partner der Lufthansa. Das bedeutete z. B., dass der bmi regional-Linienflug mit der Flugnummer BM1846 von München nach Bristol parallel auch von der Lufthansa mit der Flugnummer LH5310 angeboten wurde. Außerdem bestand eine enge Kooperation mit der Lufthansa-Tochter Brussels Airlines. So wurden die Brussels-Airlines-Flüge von Brüssel nach Edinburgh, Belfast, Manchester, Birmingham, Bristol, Nantes und London als „bmi regional operated by Brussels Airlines“ vertrieben.
Die Hubs von bmi Flybmi waren München, Frankfurt, Brüssel und Bristol. Die beiden ersten waren auch speziell als Umsteigeflughäfen ausgewiesen. Auch Brüssel war ein Umsteigeflughafen – vor allem für den Anschluss an die von Brussels Airlines bedienten Strecken (joint connections). Die meisten Verbindungen durch bmi regional besaß Bristol, jedoch waren über diesen Flughafen im Gegensatz zu Frankfurt und München keine Umsteigetickets buchbar.
Ab dem 27. Februar 2017 flog Flybmi von Birmingham nach Graz. Außerdem wurde ab Mai 2017 der Airport Nürnberg sechsmal pro Woche von Birmingham aus angeflogen.
Die im März 2015 aufgenommene Verbindung zwischen dem Flughafen Bern-Belp und dem Flughafen München wurde dagegen mangels Wirtschaftlichkeit zum 26. Dezember 2016 wieder eingestellt.
Im Januar 2019 wurde die Verbindung zwischen dem Flughafen Stuttgart und dem Flughafen Rostock-Laage, noch vor der Insolvenz der gesamten Fluggesellschaft im Februar desselben Jahres, aufgrund des bevorstehenden Brexits eingestellt.
| Stadt oder Insel           | Staat oder Landesteil | IATA | ICAO | Flughafen                                | Flugziele |
| -------------------------- | --------------------- | ---- | ---- | ---------------------------------------- | --- |
| Aberdeen                   | Schottland            | ABZ  | EGPD | Flughafen Aberdeen International (Basis) | Bristol, Esbjerg, Oslo-Gardermoen                                                                                    |
| Bergamo                    | Italien               | BGY  | LIME | Flughafen Bergamo                        | München |
| Bristol                    | England               | BRS  | EGGD | Bristol Airport (Basis)                  | Aberdeen, Brüssel, Düsseldorf, Frankfurt, Göteborg, Hamburg, München, Paris                                          |
| Brünn                      | Tschechien            | BRQ  | LKTB | Flughafen Brünn                          | München |
| Brüssel                    | Belgien               | BRU  | EBBR | Flughafen Brüssel-Zaventem               | Bristol, Newcastle, Nottingham/Leicester/Derby, Nürnberg                                                             |
| Derry                      | Nordirland            | LDY  | EGAE | Flughafen Derry                          | London-Stansted |
| Düsseldorf                 | Deutschland           | DUS  | EDDL | Flughafen Düsseldorf                     | Bristol |
| Esbjerg                    | Dänemark              | EBJ  | EKEB | Flughafen Esbjerg                        | Aberdeen |
| Frankfurt                  | Deutschland           | FRA  | EDDF | Flughafen Frankfurt Main                 | Bristol, Jönköping, Karlstad                                                                                         |
| Göteborg                   | Schweden              | GOT  | ESGG | Flughafen Göteborg/Landvetter            | Bristol |
| Hamburg                    | Deutschland           | HAM  | EDDH | Flughafen Hamburg                        | Bristol |
| Jönköping                  | Schweden              | JKG  | ESGJ | Flughafen Jönköping                      | Frankfurt, Karlstad                                                                                                  |
| Karlstad                   | Schweden              | KSD  | ESOK | Flughafen Karlstad (Basis)               | Frankfurt, Jönköping                                                                                                 |
| Leeds/Bradford             | England               | LBA  | EGNM | Leeds Bradford International Airport     | München (sollte am 8. April 2019 beginnen)                                                                           |
| London                     | England               | STN  | EGSS | London Stansted Airport                  | Derry |
| Lublin                     | Polen                 | LUZ  | EPLB | Flughafen Lublin-Świdnik                 | München |
| München                    | Deutschland           | MUC  | EDDM | Flughafen München (Basis)                | Bergamo, Bristol, Brünn, Leeds–Bradford (sollte am 8. April 2019 beginnen), Lublin, Norrköping, Rostock, Saarbrücken |
| Newcastle upon Tyne        | England               | NCL  | EGNT | Newcastle Airport (Basis)                | Brüssel, Stavanger                                                                                                   |
| Norrköping                 | Schweden              | NRK  | ESSP | Flughafen Norrköping                     | München |
| Nottingham/Leicester/Derby | England               | EMA  | EGNX | East Midlands Airport (Basis)            | Brüssel |
| Nürnberg                   | Deutschland           | NUE  | EDDN | Flughafen Nürnberg                       | Brüssel |
| Oslo                       | Norwegen              | OSL  | ENGM | Flughafen Oslo-Gardermoen                | Aberdeen |
| Paris                      | Frankreich            | CDG  | LFPG | Flughafen Paris-Charles-de-Gaulle        | Bristol |
| Rostock                    | Deutschland           | RLG  | ETNL | Flughafen Rostock-Laage                  | München, Stuttgart                                                                                                   |
| Saarbrücken                | Deutschland           | SCN  | EDDR | Flughafen Saarbrücken                    | München |
| Stavanger                  | Norwegen              | SVG  | ENZV | Flughafen Stavanger                      | Newcastle |
| Stuttgart                  | Deutschland           | STR  | EDDS | Flughafen Stuttgart                      | Rostock |

## Flotte

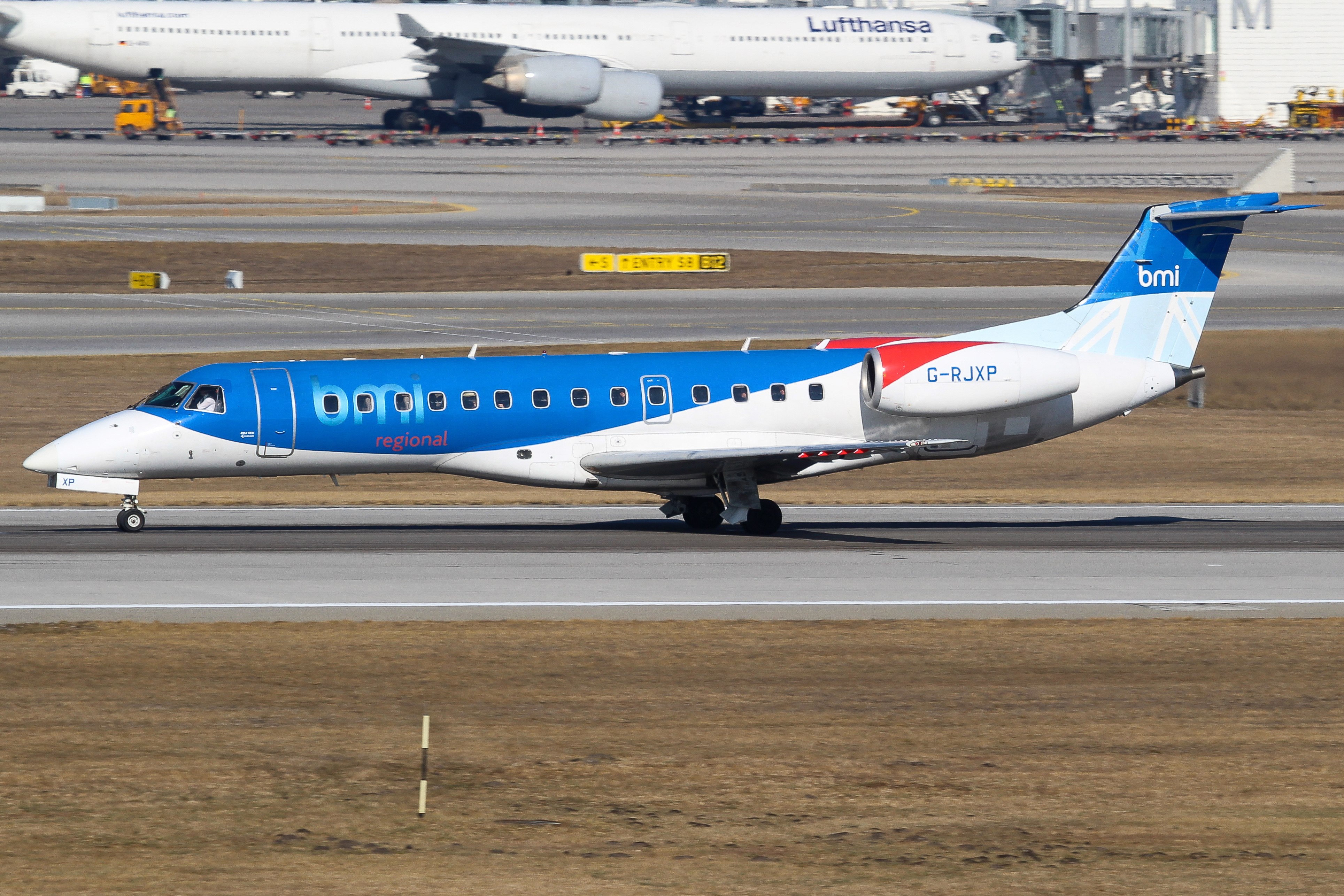
Embraer ERJ 135 der Flybmi

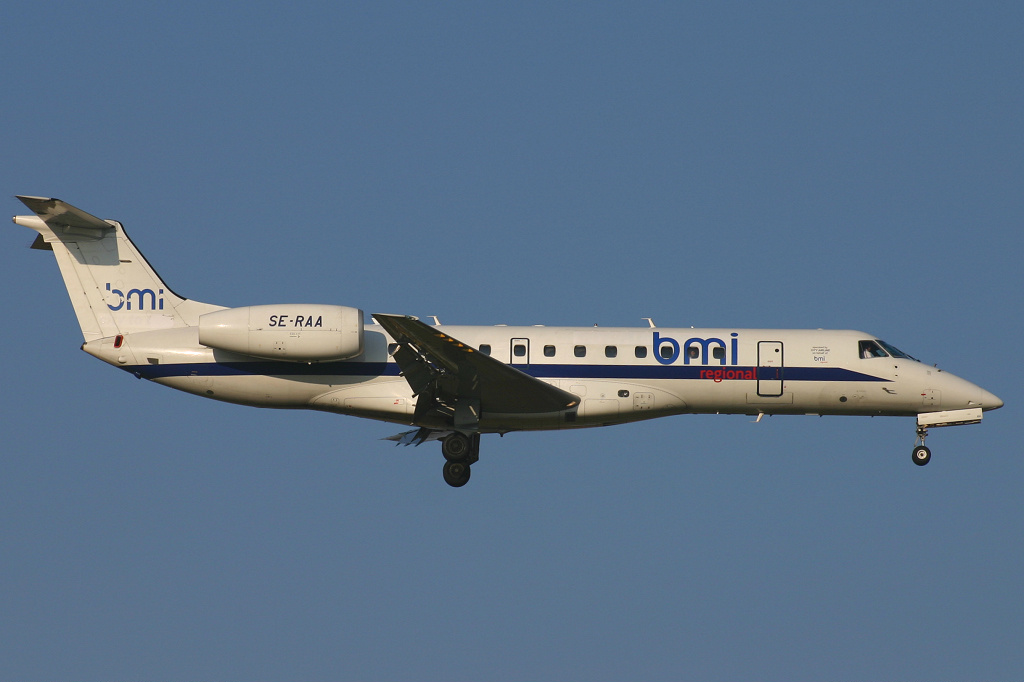
Ein Embraer ERJ-135ER in alter Bemalung

Mit Stand Januar 2019 bestand die Flotte der Flybmi aus 17 Flugzeugen mit einem Durchschnittsalter von 18,9 Jahren:
| Flugzeugtyp     | aktiv | bestellt | Anmerkungen | Sitzplätze |
| Embraer ERJ 135 | 03    |          |             | 37         |
| Embraer ERJ 145 | 14    |          |             | 49         |
| Gesamt          | 17    | –        |             |            |

Die komplette Flotte wurde von Loganair übernommen.